# Live!! +one
A Live!! +one az Iron Maiden brit heavy metal együttes 1980-ban kiadott, eredetileg csak Japánban megjelent középlemeze. A lemezen élőben felvett dalok szerepelnek, melyeket Londonban rögzítettek a Marquee Clubban, az 1980. július 4-én adott koncertjükön. A plusz egy pedig a Skyhooks együttes Women in Uniform c. dalának feldolgozása, amely Angliában a Phantom of the Opera koncertfelvételével együtt 1980 októberében megjelent kislemezen. A Sanctuary és a Drifter ezen változatai viszont csak itt hallhatóak.
1984-ben Görögországban is kiadták a lemezt, bővített számlistával, de ezek közül egyedül az I've Got the Fire felvétele származik ugyanarról a koncertről. A többi hozzáadott szám a Maiden Japan című koncertalbumról, ill. a Prowler c. dal pedig az együttes első albumáról lett kimásolva.

## Az album dalai

### Japán változat (1980)
Első oldal
1. Sanctuary (élő) (Paul Di’Anno, Dave Murray, Steve Harris)
2. Phantom of the Opera (élő) (Harris)

Második oldal
1. Drifter (élő) (Harris)
2. Women in Uniform (Greg Macainsh; Skyhooks)

### Görög változat (1984)
Első oldal
1. Drifter (Live at the Marquee, 1980)
2. Phantom of the Opera (Live at the Marquee, 1980)
3. Women in Uniform (Skyhooks-feldolgozás)
4. Innocent Exile (Live in Japan, 1981)

Második oldal
1. Sanctuary (Live at the Marquee, 1980)
2. Prowler
3. Running Free (Live in Japan, 1981)
4. Remember Tomorrow (Live in Japan, 1981)
5. I've Got the Fire (Live at the Marquee, 1980) (Montrose-feldolgozás)

## Közreműködők
- Paul Di’Anno – ének
- Dave Murray – gitár
- Dennis Stratton – gitár, háttérvokál
- Adrian Smith – gitár, háttérvokál
- Steve Harris – basszusgitár, háttérvokál
- Clive Burr – dobok

## Fordítás
- Ez a szócikk részben vagy egészben  a   Live!! +one című angol Wikipédia-szócikk fordításán alapul.  Az eredeti cikk szerkesztőit annak laptörténete sorolja fel. Ez a jelzés csupán a megfogalmazás eredetét és a szerzői jogokat jelzi, nem szolgál a cikkben szereplő információk forrásmegjelöléseként.